# Incident au taser à l'université de Floride
 (juin 2008).
Si vous disposez d'ouvrages ou d'articles de référence ou si vous connaissez des sites web de qualité traitant du thème abordé ici, merci de compléter l'article en donnant les références utiles à sa vérifiabilité et en les liant à la section « Notes et références ».
Le 17 septembre 2007, à midi, le sénateur John Kerry se rendit à un forum le jour de la Constitution à l'université de Floride à Gainesville, organisé par l'Accent Speaker's Bureau, une organisation étudiante. À la fin de la période des questions-réponses, le service de sécurité de l'université emmènera manu militari Andrew Meyer, étudiant en communication à l'extérieur du forum et il le gardera sous contrôle à l'aide d'un taser. Car il avait abordé le sujet des Skull and Bones. Plusieurs vidéos de l'incident ont été postées sur internet, la nommant souvent « Don't Tase Me Bro ! » (Ne Me Tase Pas, Mec !) en référence à la citation de l'étudiant. La vidéo prise par la caméra de Meyer a été visionnée 2,6 millions de fois le 19 octobre 2007.

## Détails de l'événement

### L'étudiant
Andrew William Meyer (né le 15 septembre 1986 à Fort Lauderdale, Floride) était au moment des faits, étudiant en journalisme à l'université de Floride. Il était inscrit à Cypress Bay High School à Weston (Floride), où il travaillait pour le journal de l'école, The Circuit, et était membre de la National Honor Society. A l'université de Floride, Meyer avait travaillé en tant qu'éditorialiste pour l’Independent Florida Alligator, un journal étudiant. Meyer déclara qu'il écrivait surtout des rubriques fantaisistes à propos de rien en particulier. 
Il reçut une publicité internationale lorsque les vidéos montrant l'emploi par la police du taser sur lui furent postées alors que le sénateur Kerry était mis à l'honneur. Le Miami Herald mentionna que « la grand-mère de Meyer, Lucy Meyer [résidant à] Pembroke Pines (Floride) a déclaré que c'était un étudiant très travailleur sans antécédents judiciaires ».